# Stomorhina tristriata
Stomorhina tristriata är en tvåvingeart som först beskrevs av Becker 1909.  Stomorhina tristriata ingår i släktet Stomorhina och familjen Rhiniidae. Inga underarter finns listade i Catalogue of Life.